# Faaborg Værft A/S
Faaborg Værft A/S er et dansk skibsværft. Værftet, som blev etableret i 1970, er beliggende i Faaborg. Værftet udfører blandt andet reparation, vedligeholdelse og nybygning af komposit fartøjer. Værftet hed indtil 1985 Faaborg Yachtværft. I begyndelsen var produktionen baseret på lystbåde i glasfiberarmeret polyester, men gennem tiden fik værftet en stadig stigende produktion af fiske- og specialfartøjer, som hurtigt kom til også at omfatte erhvervsfartøjer.

## Historie
- 1970 – Faaborg Yachtværft bliver grundlagt.
- 1979 – Faaborg Yachtværft overtager Jupiter Værftet på Bogø ved Møn, og får derved også fat i rettighederne til at bygge Jupiter både.
- 1979 – Produktionen af Jupiter bådene flyttes til Faaborg.
- 1985 – Værftet ændrer navn til Faaborg Værft A/S.
- 1986 – 1989 DMU bestiller 5 Jupiter 43 både.
- 1990 – 1993 Værftet bygger og leverer en serie af 22 multifartøjer til de tyske myndigheder Wasser- und Schifffahrtsverwaltung des Bundes.
- 2001 – Den nye støbehal står færdig.
- 2005-2009 – I perioden bygger værftet seks patruljefartøjer til Søværnet.
- 2009 – Værftet bygger og leverer for anden gang en serie af multifartøjer til de tyske myndigheder Wasser- und Schifffahrtsverwaltung des Bundes.
- 2014 - Havnebus i København.[1][2]

## Erfaring
Værftet har erfaring i bl.a.:
- Lystbådsreparation
- Omlakering af lystbåde
- Motorudskiftninger
- Montering af bowpropeller
- Osmosebehandlinger
- Beddingssætning for klargøring og reparation

## Produktionskapacitet

### Værftshavn
- Værftshavn med et havnebassin på ca. 12.000 kvadratmeter
- Kajanlæg med en samlet længde på 200 m
- Vanddybde på minimum 5 meter.
- Tilhørende land- og molefaciliteter på yderligere ca. 25.000 kvadratmeter
- Mulighed for at reparere fartøjer med en længde op til 65 meter.

### Flydedok
Værftet har en flydedok med en kapacitet op til 600 tons, og kan overdækkes hvis nødvendigt.

### Bedding
- Dobbelte beddingsanlæg med en kapacitet op til 150 tons.
- Overdækkede, godkendte produktionshaller.

### Værftets andre faciliteter
- 700 kvadratmeter stor smedeafdeling. Udstyret med maskiner til diverse aluminium-, stål- og jernarbejder.
- Produktionsfarciliteter med mulighed for at servicerer både private og erhvervsdrivende.
- Kompositafdeling med støbehal, som er opført i år 2000/2001.
- El-afdeling til elrelaterede opgaver såsom nyinstallationer, reparation og fejlsøgning etc.